# Bundesautobahn 24
Pour les articles homonymes, voir A24 (homonymie).
La Bundesautobahn 24 (BAB 24, A24, ou Autobahn 24) est un axe autoroutier de 239 kilomètres reliant Hambourg (Quartier Horn) à la Bundesautobahn 10 (Périphérique de Berlin). 
La A24 dessert depuis Berlin, le land de Brandebourg et l'arrondissement berlinois de Havelland, les villes de Wittstock, de Neuruppin, de Schwerin, de Ludwigslust, de Wittenburg, de Reinbek et de Hambourg.
Après la Seconde Guerre mondiale et durant la guerre froide, l'autoroute A24 fut un des trois axes d'accès à Berlin-Ouest depuis l'Allemagne de l'Ouest.
Le poste-frontière ouest-allemand se situait à 5 km au sud-est de la localité Gudow. Tandis que le poste-frontière est-allemand se trouvait à 6 km au sud-ouest de la ville de Zarrentin am Schaalsee.

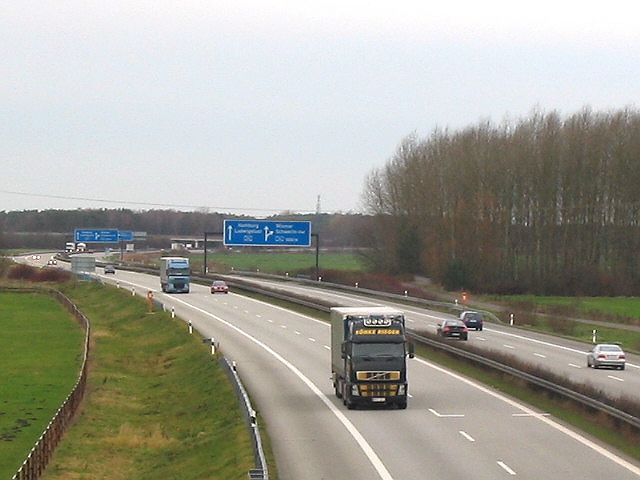
L'autoroute A24 à Schwerin.

La division allemande obligea les deux partenaires allemands, l'Allemagne de l'Ouest et l'Allemagne de l'Est à collaborer pour l'entretien et les réparations du parcours situé en RDA. Ce n'est qu'en 1978 que la mise en œuvre de ce programme d'entretien et construction put commencer. Un accord fut trouvé par lequel les ouvriers est-allemands effectuaient le nécessaire sur ce tronçon autoroutier et les frais étaient couverts par l'Allemagne de l'Ouest.